# خفاش دم‌آزاد مصری
خفاش دم‌آزاد مصری (نام علمی: Tadarida aegyptiaca) گونه‌ای خفاش است که در آفریقای جنوبی، مصر، عربستان، بخش‌های جنوبی ایران، و شبه‌قاره هند زندگی می‌کند. این خفاش همانندی زیادی به خفاش دم‌آزاد اروپایی دارد ولی جثه‌اش کوچکتر است و رنگ بدنش نیز قهوه‌ای روشن.